# Lactuca tenerrima
La lechuguilla azul (Lactuca tenerrima) es una especie  perteneciente a la familia Asteraceae.

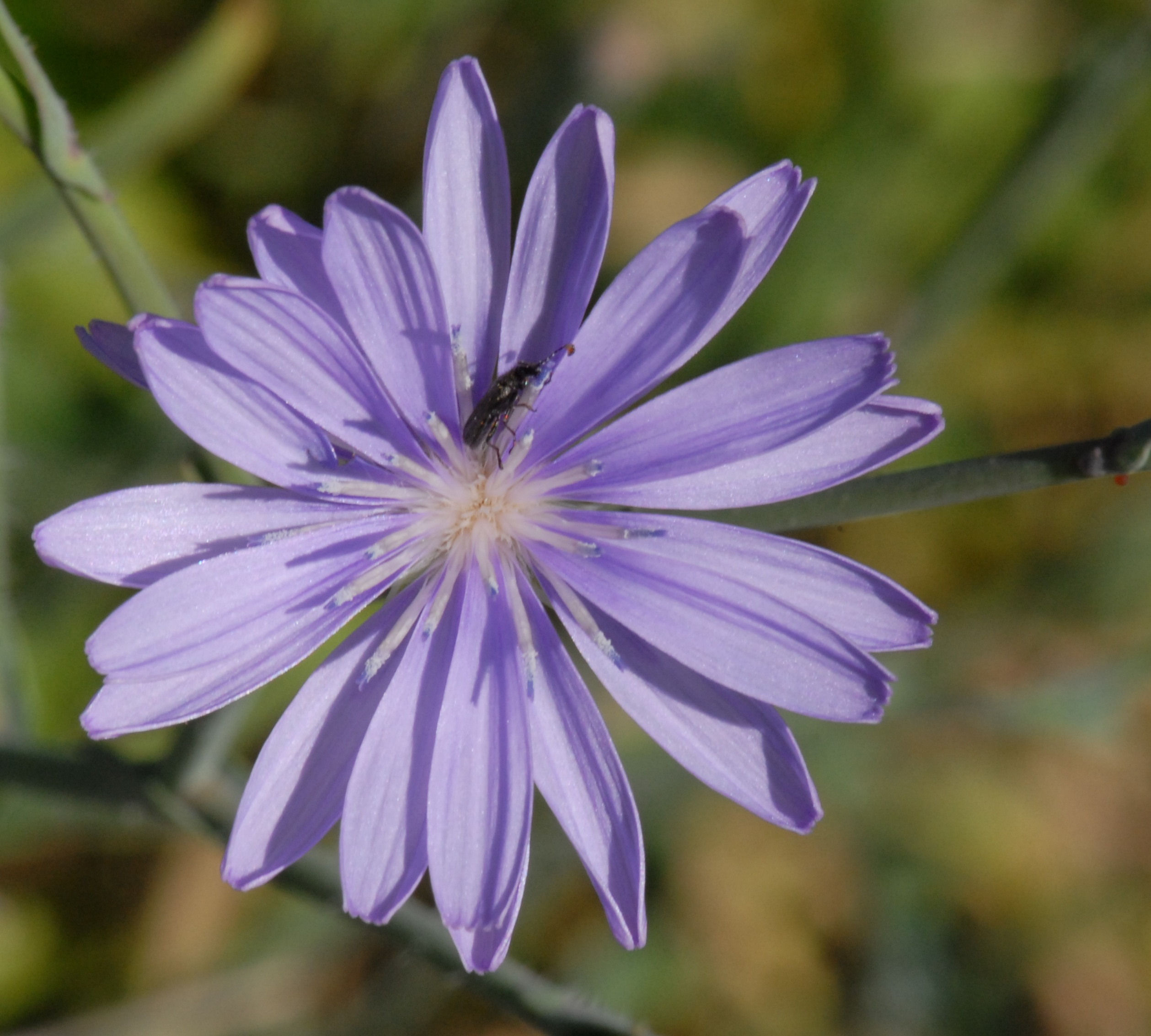
Flor

## Descripción
Planta de 10-30 cm, rígida y algo leñosa en la base, muy ramificada con tallos débiles verde-azulado que segregan "leche" blanca, pegajosa. Hojas escasas, divididas hasta la mitad entre el borde y el nervio, con segmentos finos alargados, las superiores abrazando el tallo. Las flores surgen a final de primavera y hasta el otoño o más adelante a veces; tiene lígulas azules y un involucro de hasta 1 cm de largo con brácteas verde-azulado. Los frutos, de unos 4 mm, tienen un rabillo superior de similar tamaño y un vilano de pelos blancos.

## Distribución
En la península ibérica en Castilla y León. Crece en pedregales, roquedos y fisuras.

## Taxonomía
Lactuca tenerrima fue descrita por Pierre André Pourret y publicado en Mémoires de l'Académie des Sciences, Inscriptions et Belles-Lettres de Toulouse 3: 321. 1788.
Citología
- Tiene un número de cromosomas de 2n=18[3][4]

Etimología
Lactuca: nombre genérico derivado  del Latín «lechuga», derivado de lacto,  leche; 
tenerrima: epíteto latíno que significa "la más suave, la más tierna".
Sinonimia
- Cicerbita tenerrima (Pourr.) Beauverd
- Cicerbita tenerrima var. albiflora (Emb.) Maire
- Cicerbita tenerrima var. glabra Boiss.
- Cicerbita tenerrima var. micrantha Maire
- Cicerbita tenerrima var. scabra Boiss.
- Cicerbita tenerrima var. tenerrima
- Lactuca segusiana Balb.
- Lactuca tenerrima var. albiflora Emb.
- Lactuca tenerrima var. tenerrima
- Wiestia tenerrima (Pourr.) Sch.Bip.[6]

## Nombre común
- Castellano: cerraja de pared, lechera, lechuga silvestre (2), lechugueta, lechuguilla, lechugón, marimaña, pan de pobre. (el número entre paréntesis indica las especies que tienen el mismo nombre en España)[7]